# Menino Jesus (Muniz Freire)
Menino Jesus é um distrito do município de Muniz Freire, no Espírito Santo. O distrito possui  cerca de 3 100 habitantes e está situado na região norte do município.